# 异土木香内酯
异土木香内酯是一种有机化合物，化学式C15H20O2，可见于土木香、大叶土木香、旋覆花等物种。它和苯硫酚在三乙胺存在下反应，可以得到3位亚甲基（羰基旁碳连接的亚甲基）被苯硫基甲基取代的产物。